# Cándida Montilla de Medina
Cándida Montilla de Medina là một nhà tâm lý học lâm sàng Dominican. Là vợ của Tổng thống Danilo Medina, Montilla de Medina đã từng là Đệ nhất phu nhân của Cộng hòa Dominica kể từ năm 2012.

## Tiểu sử

### Giáo dục và đời sống cá nhân
Montilla de Medina được sinh ra ở Santo Domingo, nơi cô đã sống phần lớn cuộc đời. Cô tốt nghiệp trường Đại học Católica Santo Domingo và trở thành một nhà tâm lý học lâm sàng, chuyên về trị liệu gia đình. Cô cũng học quản lý nguồn nhân lực tại Viện Trị liệu hành vi nhận thức Beck ở ngoại ô Philadelphia, Pennsylvania. Cô đã thực hiện các nghiên cứu và hội thảo trong các lĩnh vực của mình, bao gồm cả tại Trường Kinh doanh INCAE ở Costa Rica.
Montilla kết hôn với chồng mình, Danilo Medina, vào năm 1987. Họ có ba cô con gái: Candy Sibely, Vanessa Daniela và Ana Paula.

### Sự nghiệp
Từ năm 2004 đến tháng 8 năm 2012, Cándida Montilla de Medina là người sáng lập và giám đốc sáng lập của Bộ Phát triển Gia đình và Hòa nhập Gia đình (PDHIF) tại Ngân hàng Trung ương Cộng hòa Dominica. Cô rời vị trí đó để trở thành Đệ nhất phu nhân của đất nước vào tháng 8 năm 2012.
Montilla de Medina tích cực vận động thay mặt chồng trong cuộc bầu cử tổng thống Cộng hòa Dominica 2012. Cô đã chủ trì một nhóm gọi là "Mujeres Creciendo con Danilo" (Phụ nữ Trồng với Danilo), tập trung vào các cử tri phụ nữ ứng cử Medina và Đảng Giải phóng Dominica (PLD). Cándida Montilla de Medina đảm nhận vai trò Đệ nhất phu nhân của Cộng hòa Dominica vào ngày 16 tháng 8 năm 2012, khi Danilo Medina đảm nhận chức tổng thống. Cô đã tập trung vào các vấn đề chăm sóc sức khỏe và xã hội, bao gồm chăm sóc trẻ em và người già, giáo dục và các vấn đề phụ nữ trong nhiệm kỳ của mình.